# 港式幽默
港式幽默，包含但不止於無厘頭文化和惡搞文化，廣義指香港創作、有香港特色的幽默，題材、類型和創作手段變化多端，沒有定式，而狹義地，隨著時代累積和創新，原創出一些幽默形式。當中無厘頭喜劇因為香港電影曾在在華文地區和東亞風行，並國際馳名，所以無厘頭成為了港式幽默在國際的印象。

## 變化多端
港式幽默廣義指香港創作、有香港特色的幽默，題材、類型和創作手段變化多端，沒有定式，而狹義地，隨著時代累積和創新，原創出一些幽默形式。當中無厘頭喜劇因為香港電影曾在在華文地區和東亞風行，並國際馳名，所以無厘頭成為了港式幽默在國際的印象。
類同英式幽默的部份，小人物，沒有政治正確，取笑貶損任何人，甚至耍玩糟踏人，這類作品有港產片時期王晶出品的電影，這類笑匠有港產片時期的曾志偉，現有熱血時報網台。紳士，自嘲和自貶，並也會自嘲和自貶香港人的民族性，例如黃子華的作品、許氏兄弟的一些作品。
類同美式幽默的部份，直接而自由和狂歡。生活中多用語言和文字說笑和製造幽默，有大量諧音幽默和雙關語幽默，常挖苦他人，外母、官員、政治人物、老師和不同族群的人都是被挖苦的對象，社會時政是娛樂的一部份，有時帶有批判，更有群眾自製迷信，例如丁蟹效應、高登魔咒、燈神、蕭若元斷言等。
類同日式幽默的部份，港式笑話其中一個類型是冷笑話，香港人稱為爛gag，一般來說，別人不覺得好笑，不過有些人喜歡講或表演冷笑話，也有些人笑點很低，類似有些日本動畫會有的「大叔笑話」，TVB常譯造「無聊笑話」。
香港的幽默類型和創作手法吸收了四面八方。例如以前香港人主流受者民國自視中國人的意識形態教育，中文科範文時代必然有的《差不多先生傳》、《請客》、《孔乙己》就是來自民國初年的作品，《阿Q正傳》和《厚黑學》也很出名。惡搞這種源自日本的創作手法由台灣在互聯網傳入香港。冷笑話是台灣流行的笑話類型。曲線這詞語由中國在互聯網傳入香港。stand up comedy，即是棟篤笑，這種英美表演類型由黃子華在二十世紀九十年代傳入香港。
傳承傳統至現代，或者無法考究何時開始的有，插科打諢和嬉笑怒罵。
香港自創的幽默種類的詞彙和概念有，無厘頭、怪論、寸嘴、玩嘢、玩膠、抽水。

## 幽默方式
港式幽默有各種幽默方式，有無厘頭、串嘴、插科打諢、嬉笑怒罵、曲線、抽水、玩膠、自謔、怪論。
- 插科打諢，源於粵劇等古代戲劇的傳統，指在故事表演之中加入引人發笑的滑稽語言和動作。現代依然使用於一些動畫電影配音、布袋戲配音。例如徐克版《風之谷》、《小倩》、亞視配音版《大儒俠史儒文》[6]。特式是這類插科打諢常脫離故事劇情，脫離故事所設定的環境時空，顯得無厘頭。

- 怪論。當事情涉及社會議題、政治、意識形態，正論就算有理，往往沉悶，聽不進耳，或陷於爭論而鬧不快，而怪論或者說非正論，則把反話、虛構事證、錯誤做法、張冠李戴等等當成真的來一本正經地議論，幽默說理。這種形式在有名稱之前，民國時期就有胡適的《差不多先生傳》、魯迅的《阿Q正傳》、李宗吾的《厚黑學》，而在戰後香港報章就有以三及第文體寫成而出名的三蘇怪論系列和哈公怪論系列，怪論一詞因而得來。現在香港也有時事評論家鄭立發表的一些怪論，例如《有一個大一統文明……》、《泛蘇格蘭症候群》、《七龍珠的血統論》。

- 無厘頭，指有心言之無物、跳脫常軌的應對和言語。以無厘頭創作聞名的有周星馳、軟硬天師、林敏聰[7]，郭富城也曾在《都市方程式》自創無厘頭口頭禪，在千禧年後，網民也有創作名人名食字gag，例如「一理通馬國明」、「識時務者魏俊傑」、「輕輕鬆鬆鄧梓峰」、「經一事，蔡一智」。

- 嬉笑怒罵，表面是滑稽搞笑，嘲笑他人或事情，實質是同時諷刺和針砭時斃，一種議論時政的方式。例如《頭條新聞》。

- 串嘴，或寸嘴，沒有正確寫法。寸，是與中國人的「你懂的」和日本人的「讀空氣」相對立的做法。寸嘴，指不識趣，不理倫理關係，腦快速，見到或感到甚麼就傳達甚麼話。寸這個概念並不只對同輩，更著重是會小弟寸老大、學生寸老師，視權力和大人物於無物。寸會開罪於人，不過寸可以作為幽默的一種。喜歡寸人的人稱為寸友。娛樂圈出名寸友有李克勤、梁榮忠，並有合作作品《叻人新世紀》、《叻人玩轉新世紀》，以他們的俏皮玩嘢說話方式作賣點。政治人物有詹培忠[8]，身為中共在港政治買辦，卻曾說「香港人90%不喜歡共產黨」。

- 玩嘢，指戲弄事情、場所、工作、制度等，而使人有所為難。類似查理‧費曼那些玩耍。TVB曾以此名詞製作節目《玩嘢王》，不過是玩人，沒有玩嘢。

- 抽水，指在爭議或熱議事情中參一腳，借題發揮或取樂一番。香港流行政治抽水，其中時事評論作者陶傑被稱為抽水才子。

- 曲線，源自中國的抗戰時期的用語，指透過做相反的事達成真正目標，後流傳至香港網絡世界。用作幽默時，指根據對立陣營者荒謬可笑的思考方式留言，藉以取笑。後來因為太逼真，怕外人分別不了真假會引來責備，所以發展出自行加上「曲線要講明」的標籤，成為另一層幽默。

- 玩膠，玩嘢的一種，膠指愚蠢荒誕的行為，玩膠指透過刻意愚蠢謊誕的行為去戲弄事情、場所、工作、制度等。膠化指變得愚蠢固執脫離實際而形式化。玩膠有一種方法是透過表演膠化的對方行為去玩嘢，或表演對方本已膠的行為演得更膠去玩嘢。政治人物中出羊子以玩膠聞名，曾有「唱紅打黑」、「基本大法好」。中國憲法並不是憲法，只是用來使不知道甚麼是憲法的人減低抵抗意志，中共總書記習近平進行所謂修憲解除任期限制，美國總統特朗普回應指改成終身好，說美國或許可以試試，然後台下一片笑聲。中出羊子指特朗普玩膠。

- 自謔，把自己的不開心、負面感受透過虛構創作之中樂於自我傷害從而釋放出來的黑色幽默方式。例如曾是情緒病患者的圖片作家鵝王。

## 中方反應
從1970年代至今，政治和民生都經常是港式幽默創作的主題，而形式方面，嬉笑怒罵等各種方式都很普遍。早在無厘頭、惡搞文化等相類似的香港次文化興起之前，香港的電視節目早就把香港社會的各種人生百態以幽默手法玩味一番，到1980年代初期，由於香港社會焦點轉移至香港主權移交，「港式幽默」一詞轉變為主要指針對政治人物、事件的幽默創作。
中國作為搬不走的鄰居、新宗主國和威脅，常成為題材。由於文化差異，中方對涉及政治回應的忌諱及單一性，難以理解以幽默（港式或其他方式）來回應政治問題，看不懂港式幽默，而斷章取義地認為以港式幽默對答者一定是對中國當局或中國領導人挖苦抹黑。然而，這正正卻是香港人從數十年來從實踐得知，如何以幽默方式，高層次化解或舒緩政治問題及社會矛盾、克服生活上的種種困苦的原動力，從而成為了香港核心價值的一部分。
時事諷刺節目曾被中方指為「陰陽怪氣」和「低級趣味」。

## 1970年代
- 主要演員：許氏兄弟（許冠文、許冠英、許冠傑）、蕭芳芳
- 電視節目：《歡樂今宵》、《雙星報喜》、《火星撞地球》、《瘋狂世界》（林亞珍）
- 電影：《賣身契》、《半斤八兩》、《鬼馬雙星》
- 專欄作家：三蘇

## 1980年代早期
- 電視節目：《論盡天堂》、《歡樂今宵》的“之唔係超級市場”環節
- 電視演員：夏雨、繆騫人（在搞笑節目《冤家路窄》中之短劇《紅豆沙與白飯魚》擔任男女主角）
- 專欄作家：哈公、王司馬
- 電影：《摩登保鑣》、《最佳拍檔》系列

## 1980年代中、後期
- 報章：明報的《荒謬版》
- 電視節目：《歡樂今宵》、《金像獎歌曲頒獎典禮》（1986－1988）、《點解咁好笑》
- 電視藝員：盧海鵬、廖偉雄、林建明、江欣燕、梅小惠、盧大偉、李麗蕊、周星馳、吳孟達
- 電視劇：《蓋世豪俠》、《他來自江湖》
- 電影：《開心校園》、《五福星》系列、《精裝追女仔》系列、《最佳損友》系列、《雞同鴨講》
- 港式漫畫：《太公報》
- 漫畫家：甘小文、上官小寶

## 1990年代
- 專欄作家：尊子、陳也、林振強
- 電影演員：周星馳
- 電視演員：林敏驄、曾志偉、廖偉雄、胡大為、安德尊、廖啟智、林家棟、吳鎮宇、盧海鵬、張衛健、梅小惠
- 電台節目主持：軟硬天師
- 電視節目：《笑星救地球》、《頭條新聞》、《開心主流派》、《笑Joke1800秒》、《歷史也瘋狂》、《軟硬製造》、《香港冇問題》、《真過癮時代》（皇妃超人）、《吳耀漢攪攪震》、《群星拱笑盧海鵬》、《爆笑急轉彎》
- 電視劇：《老友鬼鬼》、《娛樂插班生》、《樂壇插班生》、《點解阿sir係隻鬼》
- 電影:《九品芝麻官》、《賭聖》、《賭俠》、《整蠱專家》、《逃學威龍》、《賭神》
- 棟篤笑：黃子華

## 2000年代至今
- 演員：鄭中基、黃子華、張達明、詹瑞文、林海峰、劉以達
- 港式漫畫：《老懵董笑話》系列、《掃把頭》
- 電視節目：《香港鬆一鬆》、《頭條新聞》、《香港亂噏》
- 舞台劇：胡恩威、林奕華《東宮西宮》系列，陳浩峰《孔巨基》系列，詹瑞文《男人之虎》、《萬世歌王》、《女人之虎》、《踢館》、《挑剔女王》、《新男人之虎之笑完武士》、《男親女愛舞台劇》
- 棟篤笑：黃子華、林海峰、許冠文、詹瑞文、卓韻芝
- 電台節目主持：森美、阮小儀、I Love U Boyz、吳君如
- 配音節目：《大儒俠史艷文》亞視版、《爆笑管家》、《男子高中生的日常》、《銀魂》、《幸運☆星》、《涼宮春日的憂鬱》、《烏龍派出所》
- 港產動畫：《麥兜》系列
- 網絡電視︰毛記電視，特別是「六點半左右新聞報導」